# Lijst van burgemeesters van Assebroek
Dit is een chronologische lijst van burgemeesters van Assebroek, een voormalige gemeente in de Belgische provincie West-Vlaanderen, thans deelgemeente van de stad Brugge, vóór 1421 ook bekend  als Ars(e)brouc.
Bij de indeling, in de Franse Tijd, van het departement van de Leie in  40 kantons, behoorde Assebroek tot het kanton Oostkamp. Van het Jaar V tot het jaar VIII der Franse Republiek (1796-1799) hadden de huwelijken plaats in de hoofdplaats van het kanton, terwijl de 'officier municipal' die aangesteld was voor Assebroek, Laurent Dhont, de registers van geboorte en overlijden bijhield. 
Na de staatsgreep van 18 Brumaire VIII (9 november 1799) besliste het Consulaat dat de kantons werden afgeschaft en iedere gemeente werd zelfstandig.

### Franse Tijd en Verenigd koninkrijk der Nederlanden
- 1800-1802: Laurent D'Hont
- 1802-1828: François Pauwels
- 1828-1830: Dominique Busschaert

### Koninkrijk België
- 1830-1833: Jacobus Roelof
- 1835-1848: François Versluys
- 1848-1852: Joseph De Schepper
- 1852-1871: Jacobus Van Belleghem
- 1872-1909: Jacques Wante
- 1909-1919: Ferdinand De Smet
- 1919-1922: Jules Wagner
- 1922-1956: Albin Van Renterghem
- 1956-1970: Jacques Kervyn de Marcke ten Driessche